# Stabat Mater (Verdi)
(Lettera ad Arrigo Boito di Verdi (Sic, 2 aprile 1898))
Lo Stabat Mater è un lavoro di musica sacra di Giuseppe Verdi, secondo pezzo dei Quattro pezzi sacri.

## Genesi
Lo Stabat Mater è il secondo dei 4 Pezzi Sacri, secondo una collazione ad uso editoriale di altrettante composizioni realizzate negli ultimi anni di vita da Giuseppe Verdi: infatti fu nel 1898 la prima esecuzione dei brani, avvenuta a Parigi, quando il musicista aveva 84 anni.

### Precedenti
Lo Stabat Mater è una melodia gregoriana strutturata in sequenza. Fu abrogata dal Concilio di Trento e poi reintrodotta successivamente nella liturgia solo nel 1727 da papa Benedetto XIII. Tuttavia, anche durante il periodo di abrogazione, questo testo ebbe notevole risonanza.
La Sequenza di Jacopone da Todi (1230 c.a. - 1306), ha sempre affascinato i musicisti, fra i quali: Palestrina, Alessandro e Domenico Scarlatti, G.B.Pergolesi, Tommaso Traetta, Antonio Vivaldi, F.J.Haydn, Gioachino Rossini, Antonin Dvořák, Zoltan Kodály, Arvo Pärt, Francis Poulenc, Krzysztof Penderecki, Lorenzo Perosi.

## Caratteristiche
Dei Quattro pezzi sacri, lo Stabat Mater è quello più affine alla Messa da Requiem. Gli andamenti si susseguono con: Sostenuto, Poco più animato, Meno animato, con una didascalia di apertura della edizione a stampa di Ricordi "Tutto questo pezzo dovrà eseguirsi in un solo tempo come è indicato dal metronomo. Ciò malgrado in certi punti per esigenze di espressione e di colorio converrà allargare o stringere, ritornando però sempre al Primo tempo".
Se il Requiem si vuole avesse quale alter ego operistico Aida, per lo Stabat Mater si è voluto rinvenirlo, non solo per vicinanza cronologica, in Falstaff.
Il desiderio di continuità esecutiva fa ancor più risaltare i contrasti interni alla Sequenza musicata da Verdi, che ha voluto impiantare in Sol minore; la retorica musicale è raffinata e si giova della tavolozza di colori approntata per la Messa dei Morti.
Lo Stabat Mater verdiano è imperniato sulla tonalità di sol minore. A differenza del solista, nell'Ave Maria, a cappella, lo Stabat Mater prevede un coro misto (soprano, contralto, tenore e basso) e una grande orchestra con 3 flauti, 2 oboi, 2 clarinetti. 4 fagotti, 4 corni, 3 trombe, 4 tromboni, percussioni (timpani, grancassa), arpa e archi. Il lavoro è strettamente legato alla parola e non vi è ripetizione del testo, il tutto accompagnato da un cromatismo ricco. Una caratteristica del lavoro è il vicendevole scambio di aria, melodia, passaggi a cappella ed esplosioni drammatiche. Alla fine c'è una ripresa ad inno della gloria del Paradiso "prima che il dolore nelle corde più basse muoia".